# Јерменија на Европском првенству у атлетици за јуниоре 2015.
Јерменија је учествовала на 23. Европском првенству за јуниоре 2015. одржаном у Ешилструни у Шведској, од 16. до 19. јула. Репрезентацију Јерменије на њеном једанаестом учешћу на европским првенствима за јуниоре, од када Јерменија учествује самостално под овим именом, представљало је 2 спортиста (1 јуниор и 1 јуниорка) који су се такмичили у 2 дисциплине (1 мушка и 1 женска).
На овом првенству такмичари Јерменија нису остварили неки резултат.

## Учесници
| Јуниори: - Ерванд Мкртчан — 1.500 м | Јуниорке: - Арев Саргсан — Бацање диска |  |

## Резултати

### Јуниори
| Атлетичар      | Дисциплина | Лични рекорд | Квалификације | Квалификације | Полуфинале | Полуфинале | Финале               | Финале  | Детаљи         |
| Атлетичар      | Дисциплина | Лични рекорд | Резултат      | Место         | Резултат   | Место      | Резултат             | Место   | Детаљи         |
| -------------- | ---------- | ------------ | ------------- | ------------- | ---------- | ---------- | -------------------- | ------- | -------------- |
| Ерванд Мкртчан | 1.500 м    | 3:54,70      | 3:56,14       | 10. у гр. 2   |            |            | није се квалификовао | 20 / 20 | [ мртва веза ] |

### Јуниорке
| Атлетичарка  | Дисциплина   | Лични рекорд | Квалификације | Квалификације | Полуфинале | Полуфинале | Финале                | Финале       | Детаљи         |
| Атлетичарка  | Дисциплина   | Лични рекорд | Резултат      | Место         | Резултат   | Место      | Резултат              | Место        | Детаљи         |
| ------------ | ------------ | ------------ | ------------- | ------------- | ---------- | ---------- | --------------------- | ------------ | -------------- |
| Арев Саргсан | бацање диска | 46,60        | 40,78         | 11. у гр. А   |            |            | није се квалификовала | 21 / 23 (24) | [ мртва веза ] |